# Liste der Baudenkmale in der Region Marlborough
Diese Liste der Baudenkmale in der Region Marlborough umfasst alle vom New Zealand Historic Places Trust als Denkmal (Historic Place Category I, II oder Historic area) eingestuften Bauwerke und Flächendenkmale der neuseeländischen Region Marlborough. Ausschlaggebend für die Angaben sind wenn nicht anders angegeben, die Angaben im Register des NZHPT, die Schreibung der Lemmata/Bezeichnungen orientiert sich möglichst an der Namensgebung in diesem Register, soweit Artikel nicht bereits vorhanden sind.
In der Liste werden auch Wahi Tapu/Wahi Tapu Area (kulturell und religiös bedeutsame Stätten und Gebiete der Māori) aufgenommen, die jedoch bislang  meist nicht auf den öffentlich zugänglichen Seiten des NZHPT publiziert werden.
Im Mai 2013 waren in der Region 105 Bauwerke und Flächendenkmale (ohne nicht publizierte Wahi Tapu) ausgewiesen, darunter 1 Historic Area (HA), 11 Denkmale der Kategorie 1, 89 Denkmale der Kategorie 2 und 3 veröffentlichte Wahi Tapu (WT) und 1 Wahi Tapu Area (WTA). Die Liste ist auf Stand 11. Mai 2013 vollständig. Verloren gegangene Baudenkmale sind mit einem vorangestellten (†) gekennzeichnet.
Folgende Ortschaften mit mehr als fünf Baudenkmalen besitzen eigene Denkmallisten, alle anderen sind in der nachfolgenden Tabelle zusammengefasst.
- Blenheim
- Picton
- Renwick

| Bild                 | Bezeichnung                               | Ort                                    | Anschrift | Beschreibung                                                                 | Bauzeit     | Eintrag           | Nummer | Kat. |
| -------------------- | ----------------------------------------- | -------------------------------------- | --- | ---------------------------------------------------------------------------- | ----------- | ----------------- | ------ | ---- |
|                      | Accommodation House                       | Awatere Valley                         | Jordan Homestead, Molesworth Road                                                                                         | ehem. Hotel                                                                  | 1885        | 25. November 1985 | 2924   | 2    |
|                      | Altimarloch Station Homestead             | Awatere Valley                         | Molesworth Road | Wohnhaus                                                                     |             | 25. November 1982 | 1465   | 2    |
| BW                   | Bankhouse Station Homestead               | Waihopai                               | 1081 State Highway 63 (Renwick-Kawatiri) Karte (ungenau)                                                                  | Wohnhaus einer Farm                                                          |             | 25. November 1982 | 1466   | 2    |
|                      | Blairich Chimney                          | Awatere Valley                         | Awatere Valley Road |                                                                              |             | 25. November 1982 | 2921   | 2    |
| BW                   | Blumine Island Battery Historic Area      | Blumine Island, Queen Charlotte Sound  | Karte | ehemalige Geschützstellung                                                   |             | 11. Dezember 2003 | 7529   | HA   |
| BW                   | Brownlee Homestead                        | Havelock                               | Cook Street Karte | Villa                                                                        | 1893        | 14. Dezember 1995 | 7289   | 1    |
|                      | Cable Station                             | Whites Bay                             | | Telegrafenstation                                                            |             | 25. November 1982 | 1467   | 2    |
|                      | Church of St John in the Wilderness       | Koromiko                               | State Highway 1 | Kirche                                                                       | 1871        | 25. November 1982 | 1469   | 2    |
|                      | Cob Cottage                               | Spring Creek                           | Murrays Road | Wohnhaus                                                                     |             | 25. November 1982 | 1470   | 2    |
|                      | Cob Cottage                               | Riverlands                             | State Highway 1 | Wohnhaus                                                                     |             | 25. November 1982 | 1471   | 2    |
|                      | Cob House including stone-lined well      | Wairau Valley Township                 | | Wohnhaus und Brunnen                                                         |             | 25. November 1982 | 1472   | 2    |
|                      | Cottage                                   | Robin Hood Bay                         | Port Underwood Road | Wohnhaus                                                                     | 1854 (ca.)  | 25. November 1982 | 1473   | 2    |
|                      | Flaxmill including weighbridge            | Marshlands                             | Rarangi | Flachsmühle und Fahrzeugwaage                                                |             | 25. November 1982 | 1475   | 2    |
|                      | Frederick Smith’s House                   | Tuamarina                              | Blind Creek Road | Wohnhaus                                                                     | 1875        | 25. November 1982 | 1478   | 2    |
|                      | Langridge Station Dry Stone Enclosure     | Awatere Valley                         | Molesworth Road | Trockensteinmauer                                                            |             | 25. November 1982 | 1490   | 2    |
|                      | Langridge Station Men’s Hut               | Awatere Valley                         | Molesworth Road | Feldarbeiterquartier einer Farm                                              |             | 25. November 1982 | 1488   | 2    |
|                      | Langridge Station Oven                    | Awatere Valley                         | Molesworth Road | Backofen einer Farm                                                          |             | 25. November 1982 | 1489   | 2    |
|                      | Methodist Sunday School (Former Church)   | Tuamarina                              | Blind Creek Road | methodistische Sonntagsschule, früher Kirche                                 | 1875        | 25. November 1982 | 2934   | 2    |
|                      | Moa Hunter Site                           | Cloudy Bay                             | | Archäologische Fundstätte aus der Zeit der Moa-Jäger                         |             | 25. Mai 1983      | 5979   | 2    |
|                      | Molesworth Station Cob Cottage            | Awatere Valley                         | Molesworth Road | Wohnhaus                                                                     | 1866        | 25. November 1982 | 1493   | 2    |
|                      | Molesworth Station Large Cob Homestead    | Awatere Valley                         | Molesworth Road | Wohnhaus                                                                     | 1885        | 25. November 1982 | 1492   | 2    |
|                      | Molesworth Station Wool Shed              | Awatere Valley                         | Molesworth Road | Wollschuppen einer Farm                                                      | 1890        | 25. November 1982 | 2935   | 2    |
|                      | Mt. Gladstone Station Cuddy               | Awatere Valley                         | Molesworth Road | Abstellschuppen einer Farm                                                   | 1850 (ca.)  | 25. November 1982 | 1491   | 2    |
|                      | Mt. Gladstone Station Cob Cottage         | Awatere Valley                         | Molesworth Road | Wohnhaus einer Farm                                                          | 1850 (ca.)  | 25. November 1982 | 2936   | 2    |
|                      | Murray Downs Homestead                    |                                        | Waihopai Valley | Wohnhaus einer Farm                                                          |             | 25. November 1982 | 2937   | 2    |
|                      | Oparapara (Samson Bay) Argillite Quarries | Croisilles Harbour, Marlborough Sounds | Croisilles-French Pass Road                                                                                               | Archäologische Fundstätte, Argillit-Steinbruch                               | ca. 13. Jh. | 27. Juni 2008     | 7755   | 2    |
|                      | Pelorus Traders                           | Havelock                               | Lucknow Street | Ladengeschäft                                                                |             | 25. November 1982 | 1494   | 2    |
| BW                   | Pilot’s House                             | Spring Creek                           | 926 Wairau Bar Road Karte                                                                                                 | hölzernes Lotsenhaus, heute Wohnhaus                                         | 1868        | 14. Mai 2008      | 7748   | 1    |
| Post Office (Former) | Post Office (Former)                      | Havelock                               | 61 Main Road Karte | ehem. Postamt                                                                | 1876        | 1. September 1983 | 240    | 1    |
| BW                   | Rai Valley Cottage                        | Carluke, Rai Valley                    | Opouri Road Karte (ungenau)                                                                                               | hölzernes Wohnhaus einer Farm aus der Frühphase der Besiedlung im Rai Valley | 1881        | 28. Juni 1990     | 329    | 1    |
| St Luke’s Church     | St Luke’s Church                          | Spring Creek                           | 20-22 Ferry Road Karte | anglikanische Kirche                                                         | 1890        | 25. November 1982 | 1495   | 2    |
|                      | St Mary’s Church Presbytery               | Seddon                                 | ursprünglich 61 Maxwell Road, Blenheim. Später auf die Seaview Road umgezogen, heute befindet sich das Gebäude in Seddon. | ehemalige Pfarrei                                                            | 1890        | 25. November 1982 | 1532   | 2    |
|                      | St Peter’s Church                         | Havelock                               | Lawrence Street | anglikanische Kirche                                                         |             | 25. November 1982 | 1496   | 2    |
|                      | Tory Channel Leading Lights               | Tory Channel                           | | Markierungsleuchten für die Seefahrt an der Einfahrt des Tory Channel        | 1881        | 22. Juni 2007     | 7701   | 1    |
| BW                   | Ugbrooke Homestead                        | Lower Dashwood                         | 152 Ugbrooke Road Karte                                                                                                   | Wohnhaus einer Farm                                                          |             | 25. November 1982 | 1497   | 2    |
|                      | Vernon Homestead                          | Riverlands                             | Redwood Pass Road | Wohnhaus einer Farm                                                          |             | 25. November 1982 | 1498   | 2    |
|                      | Woodside                                  | Tuamarina                              | Tuamarina Track | Wohnhaus                                                                     | 1850er (ab) | 25. November 1982 | 2942   | 2    |
|                      | Wrekin Toolshed (Former Dairy)            | Waihopai Valley                        | Wrekin Road | Geräteschuppen, früher Molkerei                                              |             | 25. November 1982 | 2939   | 2    |
|                      | Te Awaiti                                 | Tory Channel                           | | Landstück, Begräbnisstätte, Schlachtfeld                                     |             | 5. September 1996 | 7333   | WTA  |
|                      | Moioio Island                             | Tory Channel                           | | Insel mit Bedeutsamkeit für die Maori                                        |             | 12. Dezember 1996 | 7364   | WT   |
| BW                   | Nga Whatu (The Brothers)                  | Cook Strait                            | Karte | Inseln mit besonderer Bedeutung für die Maori                                |             | 14. Februar 2008  | 7737   | WT   |